# نایه
نایه، روستایی از توابع بخش خلجستان استان قم است. منطقه سرسبز با اب و هوایی کوهستانی در دل کویر

## جمعیت
این روستا در بخش خلجستان قرار دارد و براساس سرشماری مرکز آمار ایران در سال ۱۳۹۵، جمعیت آن ۳۹۴نفر (۱۰۵خانوار) بوده است.